# STS-122
STS-122 — космічний політ шатла «Атлантіс» за програмою «Спейс Шаттл» метою якого було продовження збирання Міжнародної космічної станції. Це 24-й політ за програмою МКС.

## Екіпаж

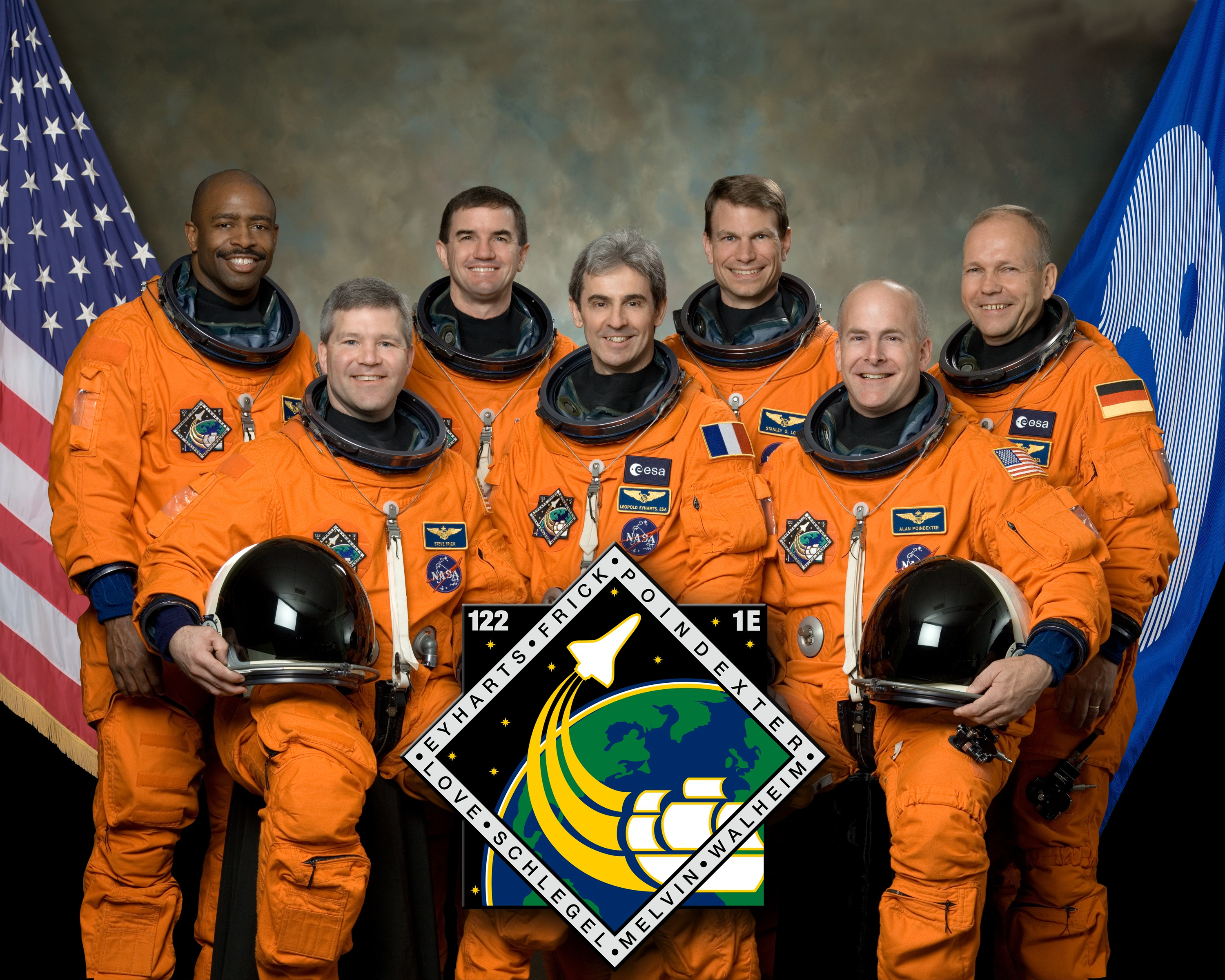
Екіпаж STS-122: Позаду зліва направо: Мелвін, Волхейм, Лав, Шлегель. Попереду зліва направо: Фрік, Ейартс, Пойндекстер

- Стівен Фрік (2-й космічний політ) командир екіпажу
- Алан Пойндекстер (1), пілот
- Рекс Вальгайм (2), фахівець польоту
- Стенлі Лав (англ. Stanley Love) (1), спеціаліст польоту
- Леланд Мелвін (1), спеціаліст польоту
- Ганс Шлегель (2) (Німеччина) спеціаліст польоту, астронавт Європейського космічного агентства
- Леопольд Ейартц (2) (Франція) спеціаліст польоту, бортінженер 16-ї експедиції на МКС, астронавт Європейського космічного агентства

В екіпажі «Атлантіса» — троє новачків космічних польотів: Алан Пойндекстер, Стенлі Лав і Леланд Мелвін.

## Мета
Доставка на орбіту європейського дослідницького модуля «Коламбус» і монтаж його на Міжнародній космічній станції. Модуль «Коламбус» був пристикований до модуля «Гармонія».

## Підготовка до польоту
20 липня 2006 року агентство НАСА назвало екіпаж для місії «Діскавері» STS-122, яка доправить на орбіту європейський дослідницький модуль «Коламбус» і змонтує його на Міжнародній космічній станції.
Командиром екіпажу призначено Стівена Фріка пілотом — Алана Пойндекстера. Фахівці місії: Рекс Волхайм, Стенлі Лав (англ. Stanley Love), Леланд Мелвін і астронавт Європейського космічного агентства Ганс Шлегель (англ. Hans Schlegel) (Німеччина). Пойндекстер, Лав і Мелвін — новачки космічних польотів.
Для Стівена Фріка і Рекса Волхайма це буде другий космічний політ, перший політ вони також здійснили разом на шатлі «Атлантіс» STS-110 у 2002 році. Для Ганса Шлегеля це також другий космічний політ, перший політ — «Колумбія» STS-55 1993 року.
16 квітня 2007 року, через затримку старту місії «Атлантіс» STS-117, керівництво НАСА ухвалило рішення про деякі перестановки в черговості польотів шаттлів. Шаттл STS-122 «Діскавері», який планували раніше для цієї місії, замінили на шаттл «Атлантіс». 10 листопада 2007 шаттл «Атлантіс» з паливним баком встановлено на стартову позицію на майданчику 39А космодрому ім. Кеннеді на мисі Канаверал. Старт Атлантіса був намічений на початок грудня.

## Опис польоту
Місію STS-122 супроводжувала ціла низка несправностей. Спочатку вийшло з ладу два паливні датчики, внаслідок чого старт шаттла затримався на два місяці. На старті від корабля відвалилися три шматки монтажної піни, які теоретично могли пошкодити теплоізоляцію. Нарешті, після відстикування від МКС стався збій в системі опалення, в результаті якого вийшли з ладу чотири невеликі кормові двигуни. Під час посадки ці двигуни не повинні були вступати в дію, а отже приземлення проходило за наміченим графіком.
Екіпаж «Атлантіса» здійснив три виходи у відкритий космос, встановивши привезену на МКС європейську лабораторію «Коламбус» і замінивши бак з азотом на фермі «P1». Шаттл також привіз на орбіту європейського астронавта — француза Леопольда Ейартца, який замінить Деніела Тані.
О 15:59 за московським часом «Атлантіс» увімкнув двигуни на дві хвилини сорок секунд, щоб отримати імпульс для сходу з орбіти. Якби диспетчери визнали умови для посадки несприятливими, схід з орбіти й посадка були б відкладені (було три резервних варіанти посадки).
Шаттл «Атлантіс» успішно приземлився у Флориді, в космічному центрі імені Кеннеді, о 17:07.

## Галерея

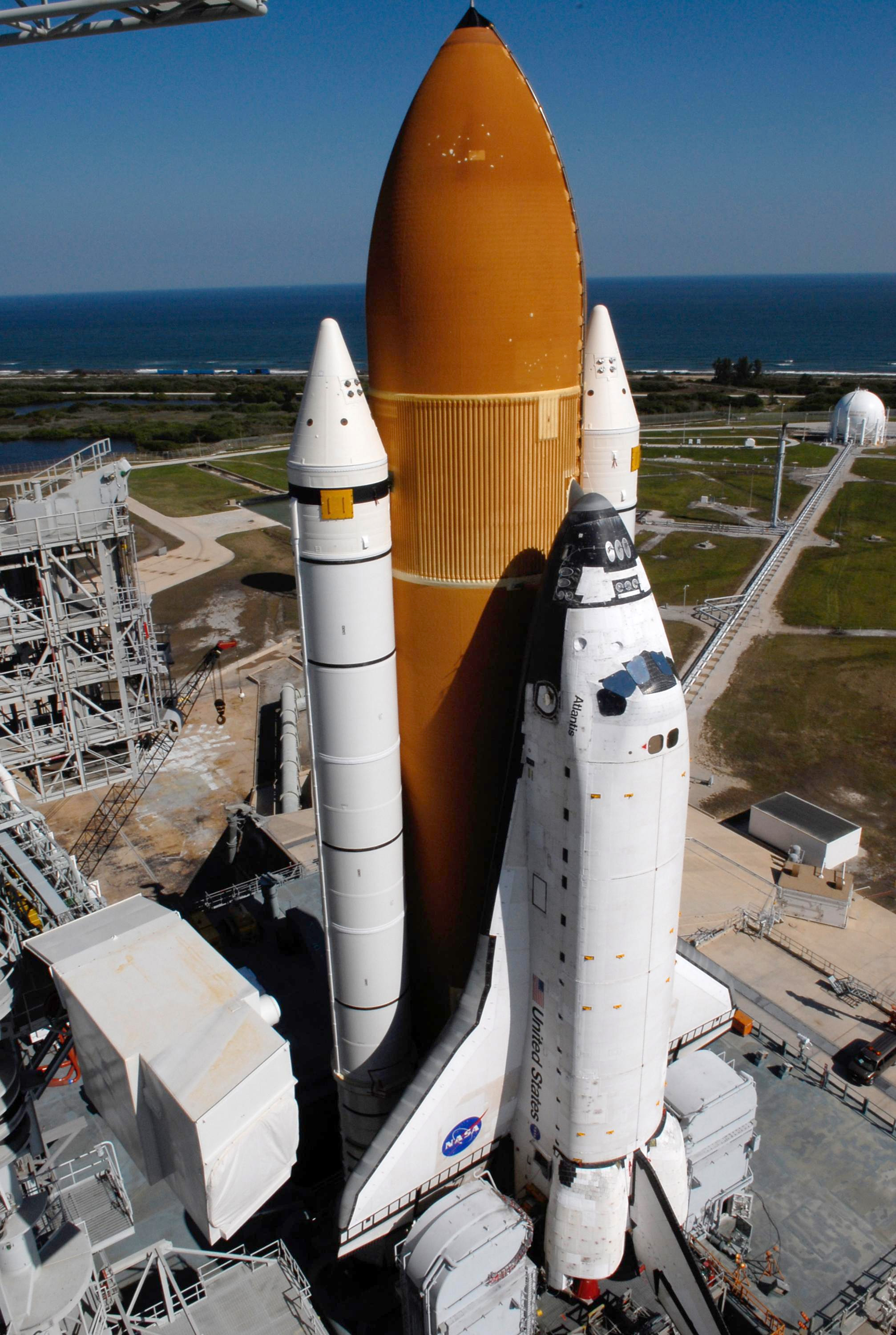
шаттл Атлантіс STS-122 на стартовому майданчику.
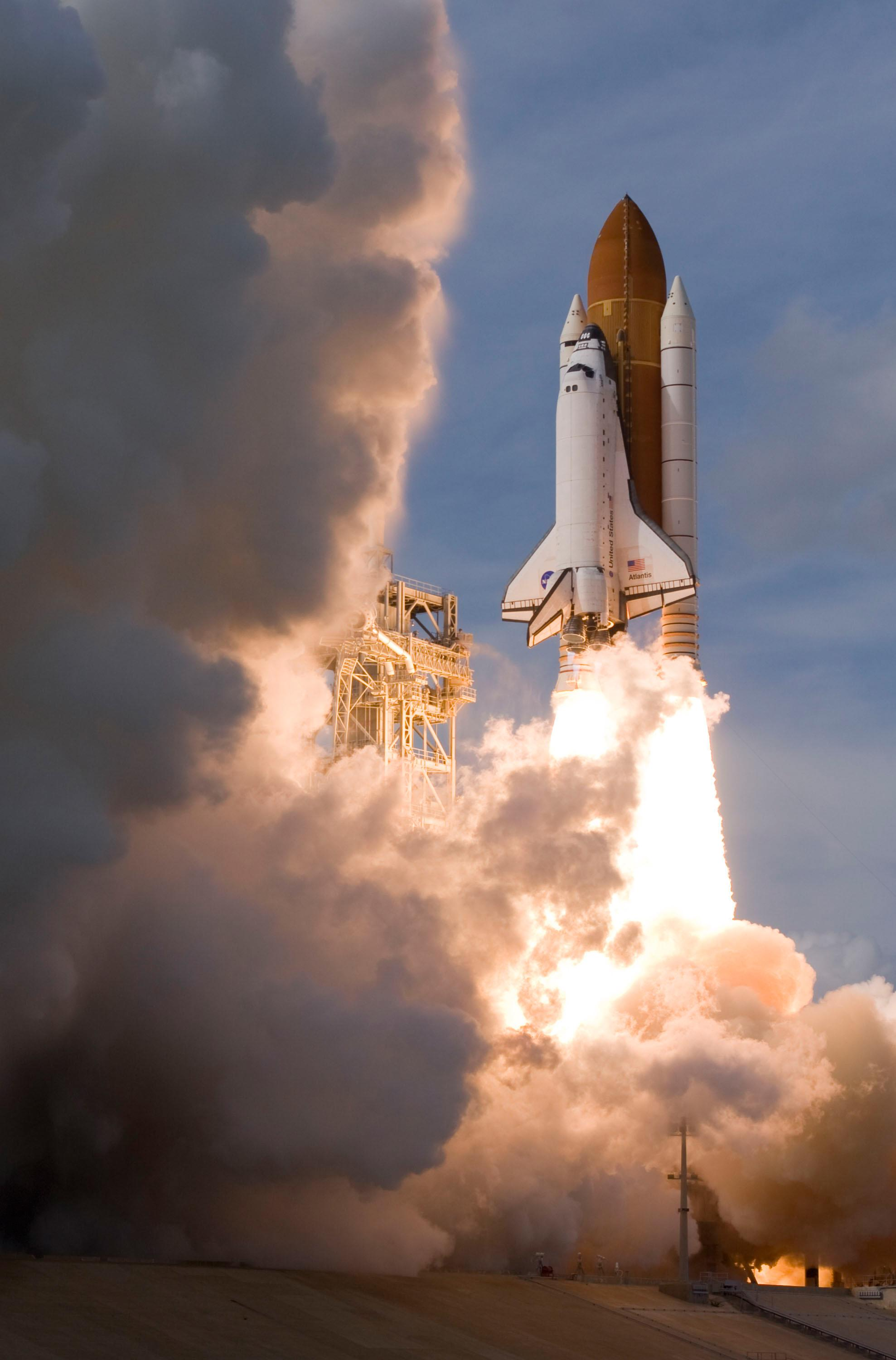
Старт шаттла Атлантіс STS-122.
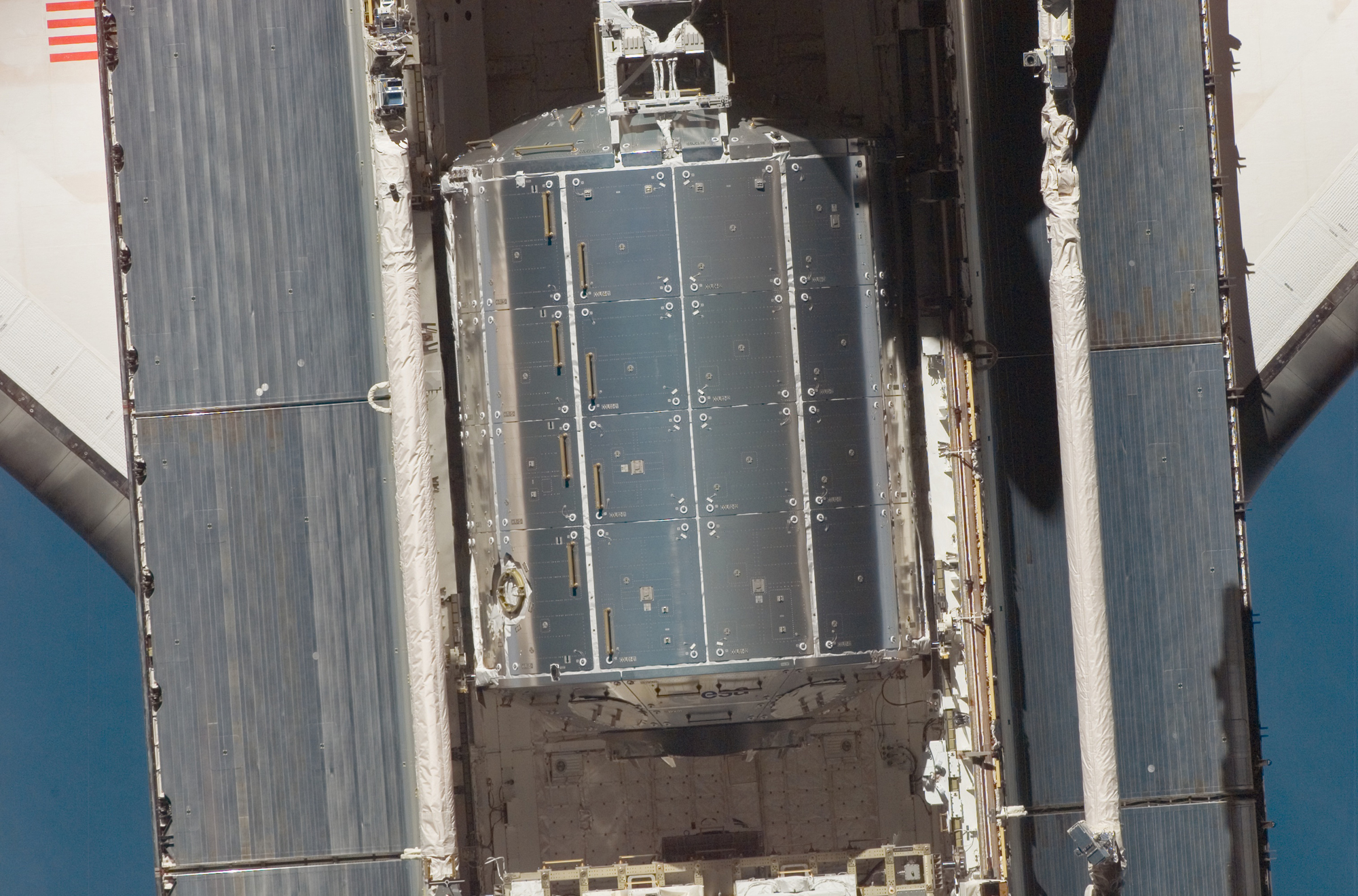
Вигляд модуля Columbus зі станції. Цю фотографію зробив екіпаж Експедиції 16 коли вони фотографували «Атлантіс» перед стикуванням на третій день польоту.
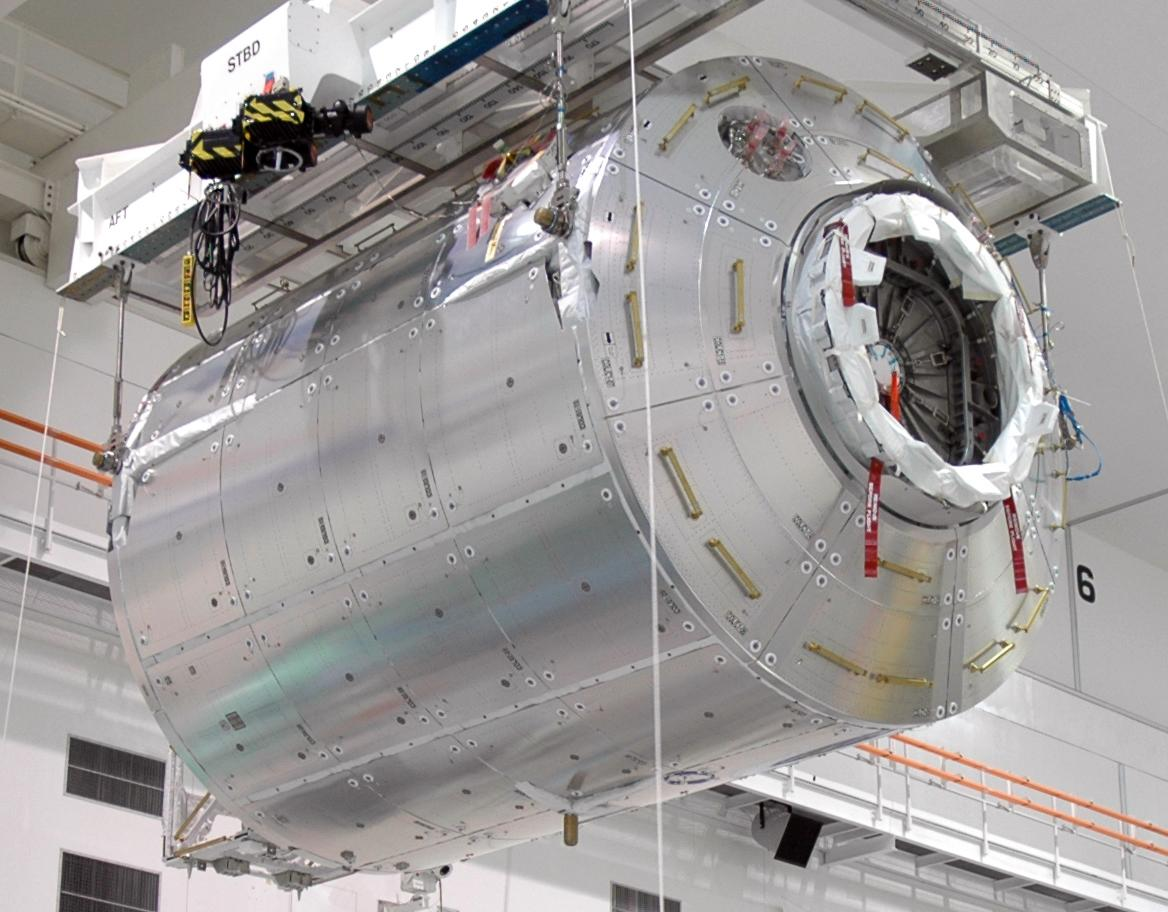
Збірка модуля «Коламбус».
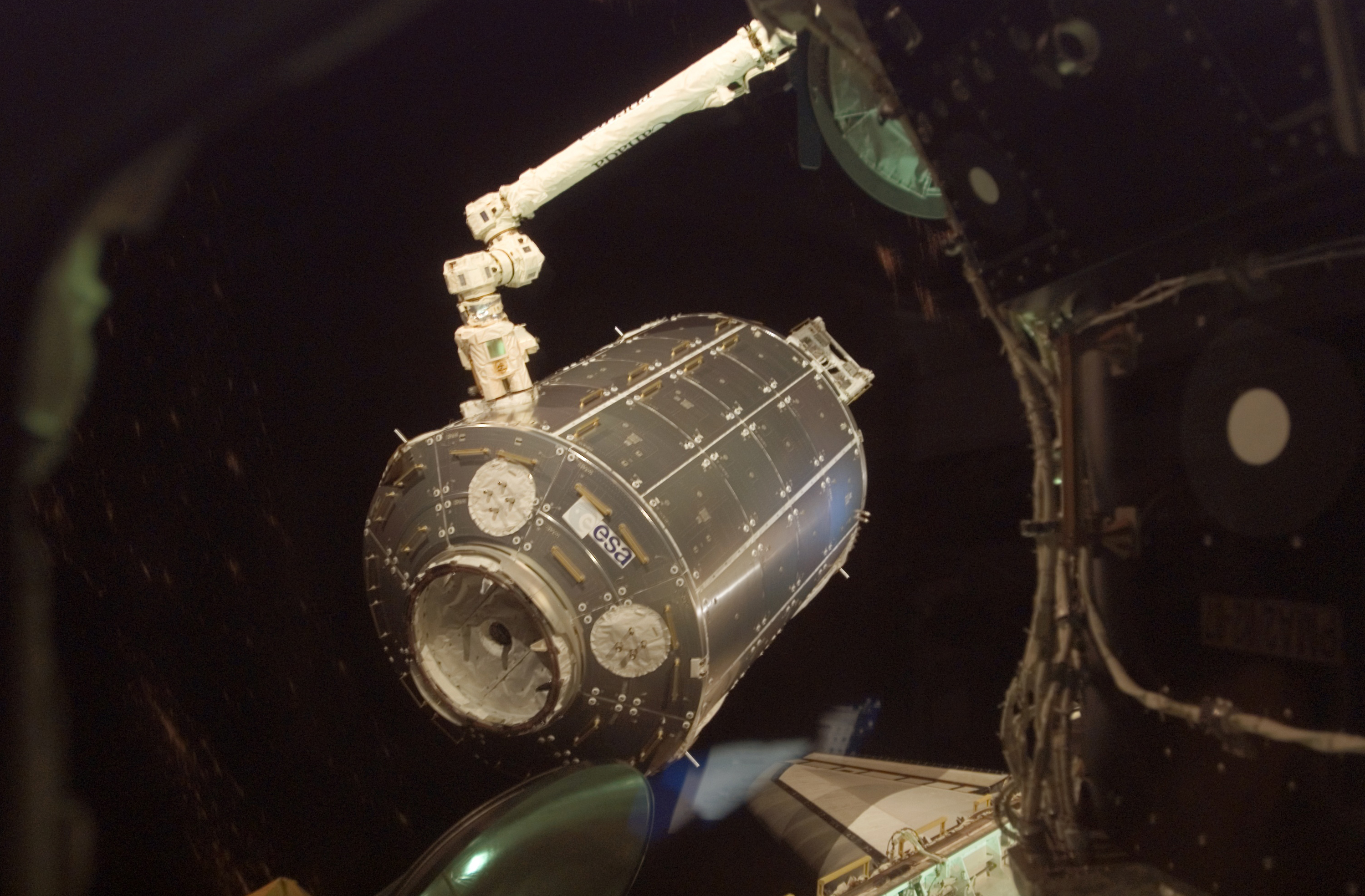
Модуль «Коламбус» піднімається з відсіку корисного вантажу «Атлантіса» за допомогою Канадарм2 під час першого впродовж місії виходу у відкритий космос.
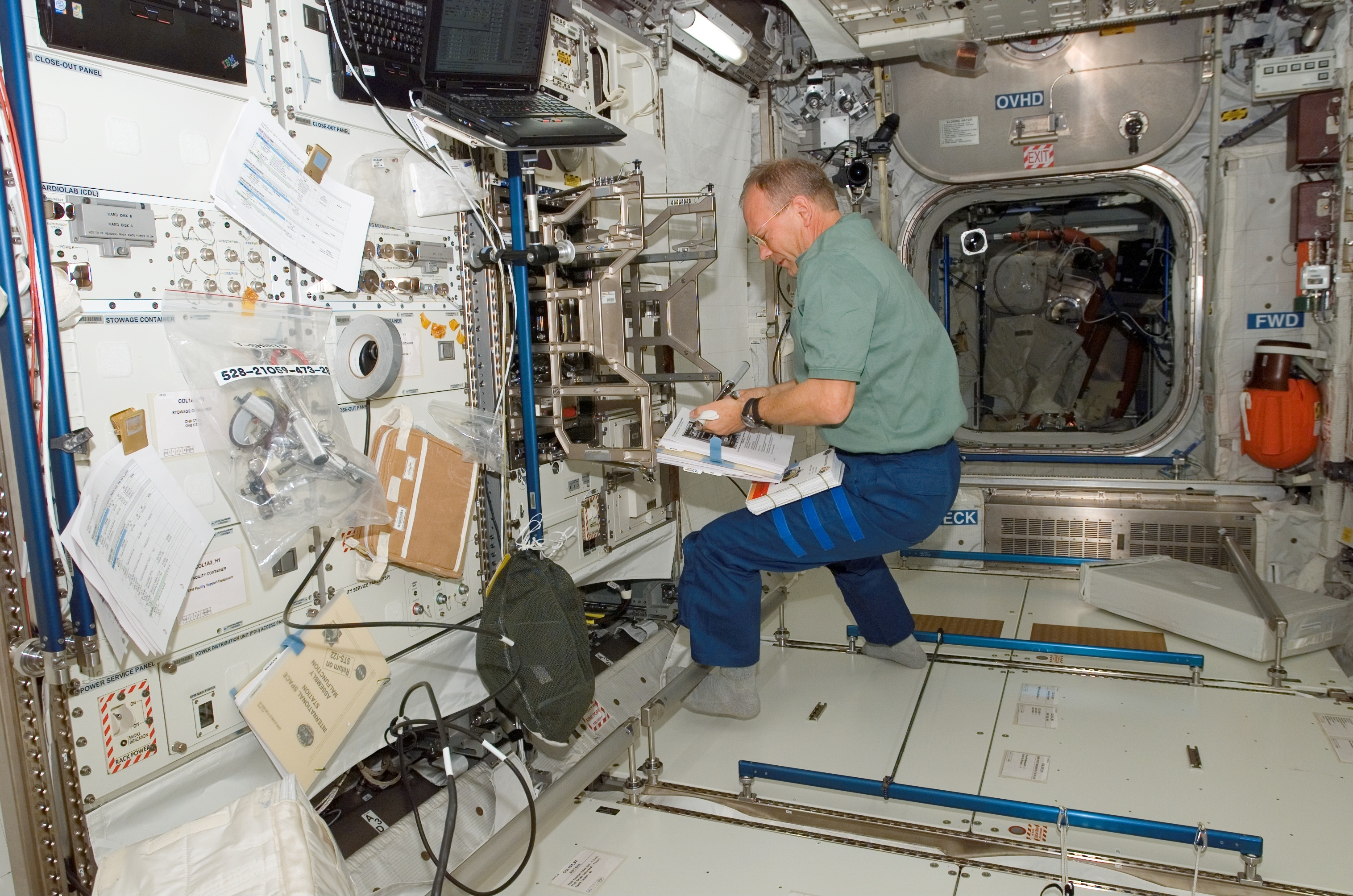
всередині модуля «Коламбус». Ганс Шлегель працює над оснащенням «Колумбуса»
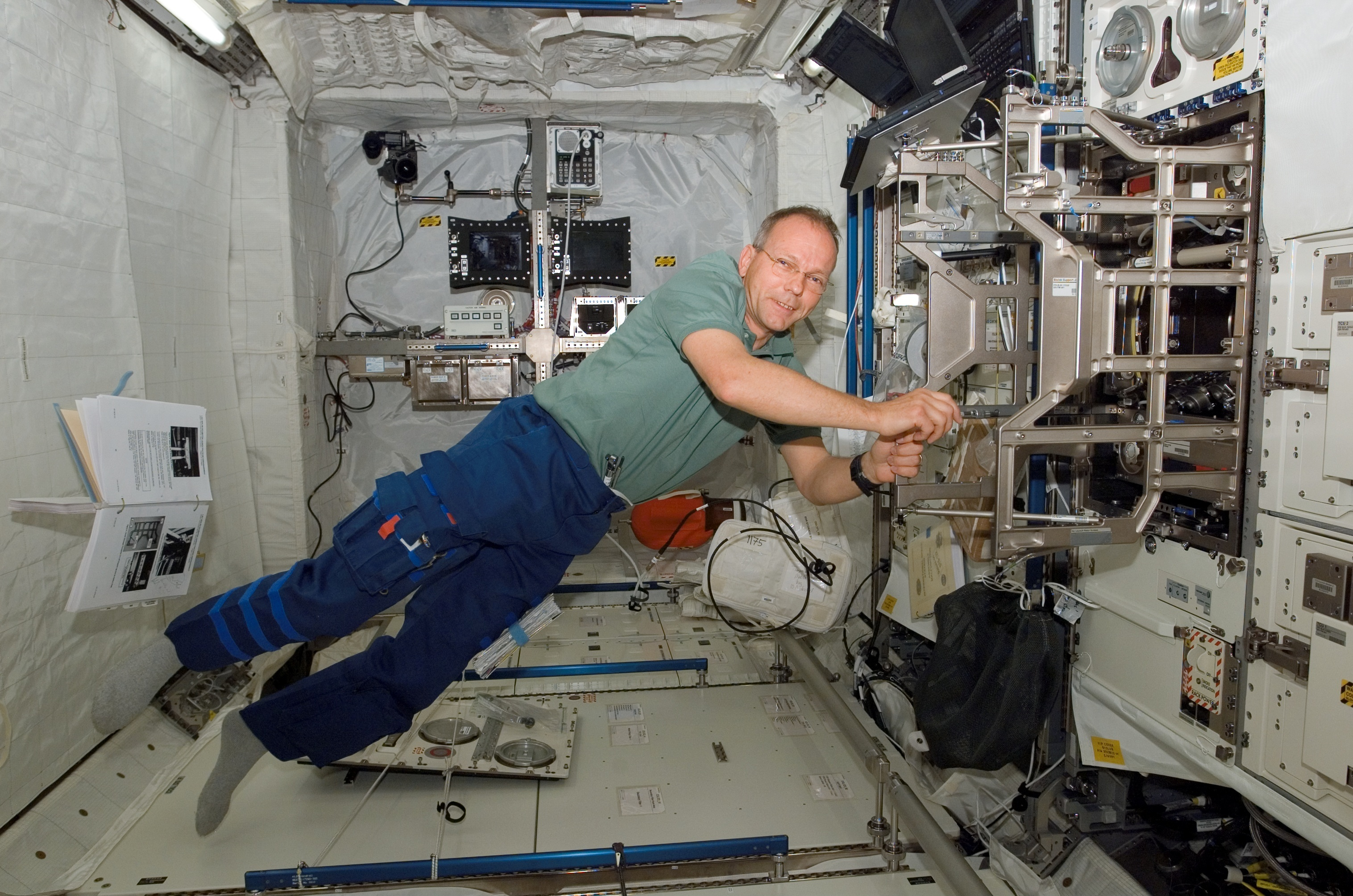
всередині модуля «Коламбус». Вигляд у конічному кінці Коламбуса.
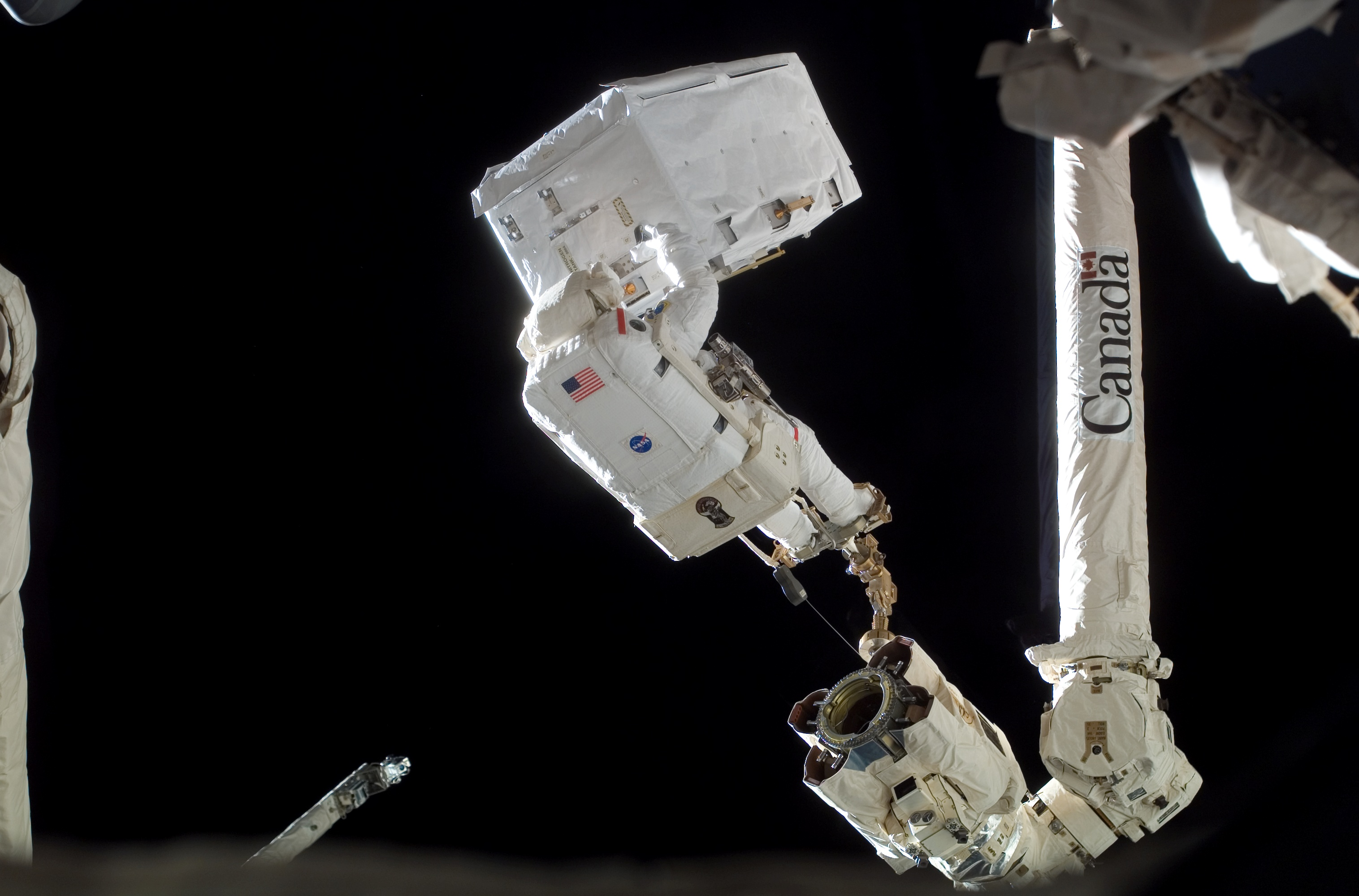
Рекс Волхайм рухає ємність з азотом.
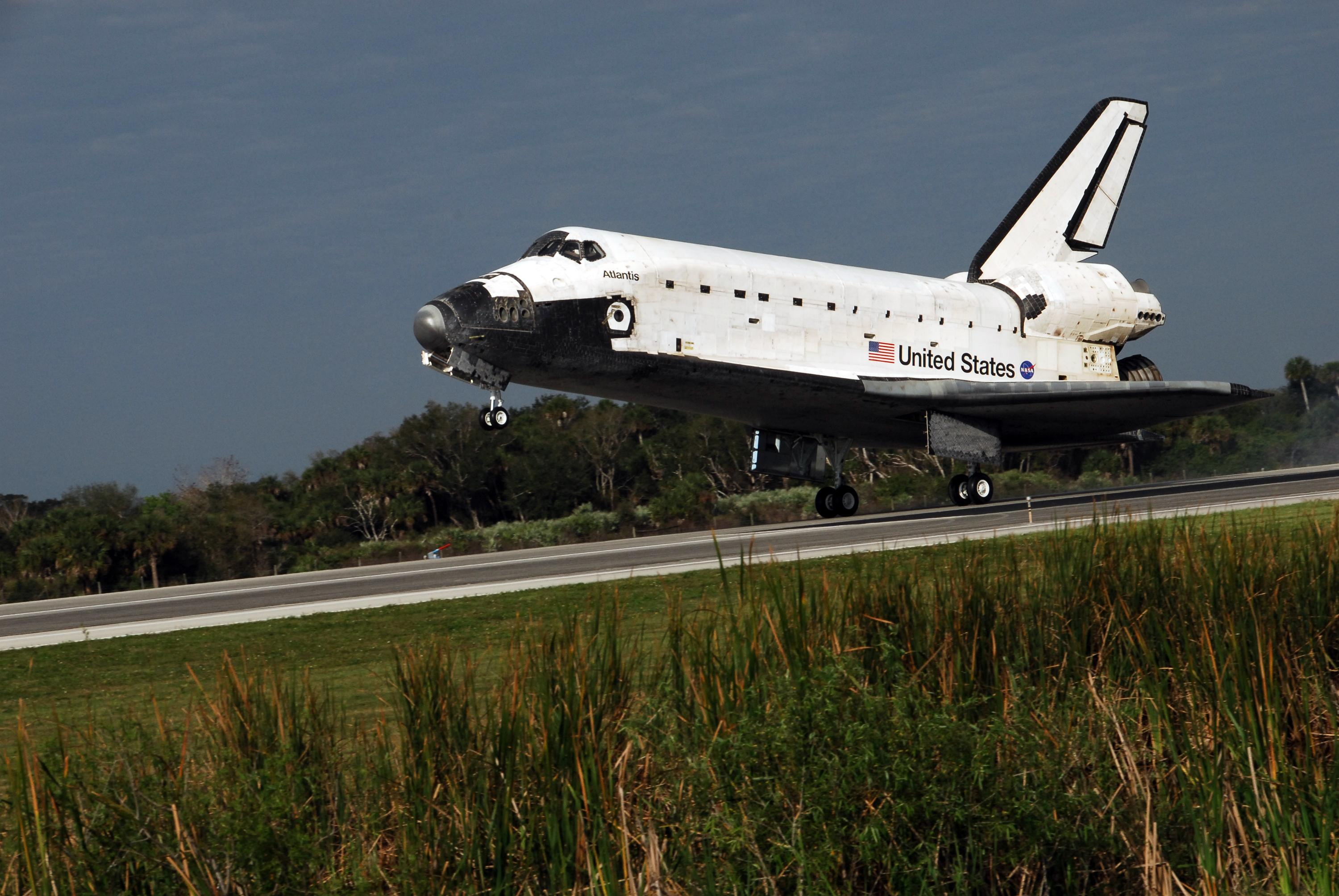
Закінчення місії «STS-122»